# 암컷 소동
《암컷 소동》(영어: Female Trouble)은 1974년 개봉한 미국의 블랙 코미디 영화이다. 존 워터스가 감독·각본·제작을 맡았다. 영화 《핑크 플라밍고》와 영화 《자포자기의 삶》과 함께 워터스 감독의 "쓰레기 삼부작"(Trash Trilogy)으로 불리고 있다

## 출연
- 디바인
- 데이비드 로처리
- 메리 비비언 피어스
- 밍크 스톨
- 에디스 머시
- 쿠키 뮬러
- 수전 월시
- 마이클 포터

## 같이 보기
- 크리스마스 영화 목록